# Trent (Teksas)
Trent – miasto w Stanach Zjednoczonych, w stanie Teksas, w hrabstwie Taylor.